# Noah Fadiga
Noah Fadiga (* 3. Dezember 1999 in Brügge) ist ein senegalesisch-belgischer Fußballspieler, der aktuell beim griechischen Verein Aris Thessaloniki in der Super League spielt.

## Karriere
Fadiga begann seine fußballerische Ausbildung bei der KAA Gent, wo er bis 2010 spielte, ehe er zum RSC Anderlecht in die Jugend wechselte. Im Sommer 2015 wechselte er schließlich zum FC Brügge. Im März 2017 spielte er mit der U19 beim Viareggio Cup, wo er in fünf Spielen dreimal traf. Beim nächsten Viareggio Cup ein Jahr später spielte Fadiga erneut dreimal, bis zum Ausscheiden nach der Gruppenphase. In der Saison 2018/19 spielte er wieder im Viareggio Cup und kam zudem fünfmal in der Youth League zum Einsatz und traf dort einmal. Auch für die Profimannschaft stand er in der Champions League und der Liga im Kader. Die gesamte Saison 2019/20 verbrachte er auf Leihbasis in der zweiten niederländischen Liga beim FC Volendam. Am ersten Spieltag der Saison wurde er gegen Helmond Sport eingewechselt und gab somit sein Profidebüt. Mitte Dezember (19. Spieltag) schoss er gegen die MVV Maastricht sein erstes Tor bei einem 4:1-Sieg. Dies war sein einziges Tor in 24 Ligaeinsätzen.
Drei Wochen nach seiner Rückkehr wechselte er fest in die Eredivisie zu Heracles Almelo. Am 17. Oktober 2020 (5. Spieltag) debütierte er gegen den RKC Waalwijk in der Startelf stehend in der höchsten niederländischen Spielklasse. Insgesamt spielte er 2020/21 15 Mal, wobei er gegen Ende der Spielzeit Stammspieler wurde. Ende April 2022 (31. Spieltag) schoss er bei einem 1:1-Unentschieden gegen Twente Enschede sein erstes Tor in der Liga. Nach 35 Spielen, eingeschlossen Relegation, stieg er mit Heracles wieder in die eerste Divisie ab.
Im Sommer 2022 wechselte er nach Frankreich zum Erstligisten Stade Brest. Direkt am ersten Spieltag kam er gegen den RC Lens das erste Mal in der Ligue 1 zum Einsatz, als er in der Startelf stand, jedoch noch vor der Halbzeit verletzungsbedingt ausgewechselt werden musste. Am elften Spieltag gelang ihm bei der 1:4-Niederlage gegen den FC Nantes auch sein erstes Tor für die Brestois. Insgesamt bestritt er 21 von 38 möglichen Ligaspielen, in denen er ein Tor schoss, sowie ein Pokalspiel für Brest. Infolge einer Hüftverletzung wurde er ab Anfang Mai 2023 bis Saisonende nicht mehr eingesetzt.
Sein Vertrag bei Brest endete zwangsweise. Am Ende der Saison hatten medizinische Tests eine Unregelmäßigkeit seiner Herzfrequenz ergeben. Nach weiteren Untersuchungen sahen die Ärzte kein Risiko für die Fortsetzung seiner Karriere. Nach den Richtlinien der Fédération Française de Football darf er dennoch in Frankreich nicht mehr spielen.
Anfang August 2023 fand er mit dem belgischen Erstdivisionär KAA Gent einen neuen Verein. Dort bestritt er in seiner ersten Saison 17 von 39 möglichen Ligaspielen, zwei Pokalspiele und acht Spiele im Europapokal. In der nächsten Saison waren es 20 von 40 möglichen Ligaspielen, in denen er fünf Tore schoss, sowie neun Spiele im Europapokal mit einem geschossenen Tor. Infolge Herzproblemen fiel er von Mitte November 2024 bis Ende Februar 2025 aus und bestritt danach zur Wiedereingliederung zwei Spiele in der U 23-Mannschaft in der 1. Division Amateure.
Mitte Juni 2025 wechselte er zur neuen Saison 2025/26 zum griechischen Erstligisten Aris Thessaloniki, bei dem er einen Vertrag mit einer Laufzeit von drei Jahren unterschrieb.

## Nationalmannschaft
Seit März 2023 wurde Fadiga mehrfach in den Kader der senegalesischen Nationalmannschaft berufen, bestritt bis jetzt aber noch kein Länderspiel.

## Familie
Fadiga ist der Sohn des ehemaligen professionellen Fußballspielers Khalilou Fadiga.